# Perdita lepidosparti
Perdita lepidosparti är en biart som beskrevs av Timberlake 1958. Perdita lepidosparti ingår i släktet Perdita och familjen grävbin. Inga underarter finns listade i Catalogue of Life.